# Being Azem
Being Azem (eng. Being Azem) švicarski je dokumentarni film iz 2009. u režiji  Tomislava Meštrovića s kosovskim Albancem i tajlandskim boksačem Azemom Maksutajem u glavnoj ulozi.
Film govori o dječaku s Kosova i njegov rast u Winterthuru (Švicarska) koji postaje jedan od najuspješnijih tajlandskih boksača u svijetu i tako ponos jednog cijelog naroda.
Pred kraj svoje karijere, Azem Maksutaj dobiva poziv u poznati Bellagio Hotel u Las Vegasu, gdje se suočava s izazovom svog života. To je borba na sve ili ništa. U slučaju da on pobijedi sudjelovat će u K-1 Grand Prix Finalu u Tokiju, a taj san mu je bliže nego ikada prije. Prije njega, na taj "Mount Everest borilačkim vještinama" popeo se samo jedan švicarski borac, njegov bivši trener, uzor i prijatelj Andy Hug.
Azem vodi gledatelje na putovanje u fascinantan svijet borilačkih vještina. Dok nam pruža uvid u treninge, njegovu rehabilitaciju, i iskustva konačnih trenutaka prije borbi, iza pozornice i izbliza. Isto tako pokazuje najvažnije faze njegove karijere i života. I dobivamo intiman uvid u kućni život 14-strukog svjetskog prvaka, isto tako ima trenutaka pune tragedije, uzbuđenja i radosti.
Trenuci u kojima postaje jasno da su pobjeda i poraz često vrlo blizu zajedno, ali ponekad jedno te isto.

## Glumci
| Glumac/glumica  | Lik             |
| --------------- | --------------- |
| Azem Maksutaj   | Azem Maksutaj   |
| Rohy Batliwala  | Rohy Batliwala  |
| Ray Sefo        | Ray Sefo        |
| Andy Hug        | Andy Hug        |
| David C. Smith  | David C. Smith  |
| Bejtullah Hotti | Bejtullah Hotti |
| Dixon McIvor    | Dixon McIvor    |